# Ashuanipi Lake
Der Ashuanipi Lake ist ein See in der kanadischen Provinz Neufundland und Labrador.

## Lage
Der Ashuanipi Lake liegt zentral auf der Labrador-Halbinsel. Etwa 45 km westlich liegen die beiden Orte Labrador City und Wabush. Der Trans-Labrador Highway führt nördlich am See vorbei. Die Wasserfläche des Ashuanipi Lake beträgt 517 km², die Gesamtfläche einschließlich von Inseln 596 km². Der stark gegliederte See hat eine Längsausdehnung in Nord-Süd-Richtung von 67 km. Den Abfluss des Sees bildet der nach Norden und zum Smallwood Reservoir fließende Ashuanipi River.